# Боадере
Боадере (или Боа и Геренска река) е река в Южна България, област Ямбол, общини Стралджа и Тунджа ляв приток на Тунджа. Дължината ѝ е 27 km.
Река Боадере извира на 340 м н.в. от местността Кайкаджа във възвишението Бакаджиците. Тече на юг, като постепенно завива на югозапад в плитка долина през югоизточната част на Ямболското поле. Влива отляво в река Тунджа на 110 m н.в., на 3,2 km югозападно от село Каравелово.
Площта на водосборния басейн на реката е 107 km2, което представлява 1,27% от водосборния басейн на Тунджа.
Основни притоци: Кувандере (десен), Чанаджикдере (ляв).
Реката е с основно дъждовно подхранване с максимум от февруари до май и минимум от юли до ноември. През горещите лятно-есенни месеци пресъхва.
По течението на реката са разположени 3 села:
- Община Стралджа – Каменец;
- Община Тунджа – Робово, Каравелово.

Водите на реката почти на 100% през лятото се използват за напояване, като по самата река и по някои от нейните притоци са изградени няколко микроязовира, най-големи от които са: „Каменец 1“, „Каменец 2“, „Робово“, „Сламино“", „Карамелово 2“.

## Вижте  също
- Списък на реките в България
- Списък на реките в България по водосборни басейни

## Топографска карта
- Лист от карта K-35-54. Мащаб: 1 : 100 000.
- Лист от карта K-35-66. Мащаб: 1 : 100 000.